# Patronage
Patronage is de sociaal ongelijke betrekking waarbij de hogergeplaatste of patroon (beschermheer, begunstiger) gunsten verleent aan een lagergeplaatste (cliënt, beschermeling) in ruil voor eerbetoon, trouw of diensten. Deze relatie kan verlopen via een tussenpersoon of makelaar. Iemand kan patroon zijn in de ene relatie, maar cliënt in de andere. Patronage is vaak informeel en kan ontstaan juist door het ontbreken van formele regels of een onvolkomen naleving daarvan.

## Geschiedenis
De term patronus is, net als cliens, ontleend aan het Latijn. Een erfenis uit het late Romeinse Rijk is het verschijnsel patroonheilige, waarbij een stad of een groep personen een heilige opvat als de patroon en bidt dat deze bij God de belangen van de gemeenschap behartigt. Zo is de patroonheilige van Maastricht de heilige Servatius.
In katholieke landen wil de peter nog weleens worden geselecteerd op de mogelijkheid de rol van patroon op zich te nemen.
In de politiek was en is de patronage een belangrijk instrument. Opvallend is de patronage van de Britse premier. Deze leider van de grootste partij in het Lagerhuis heeft de koninklijke patronage overgenomen. Tot in de 18e eeuw verbleef men aan het hof omdat daar de banen en eervolle titels zoals lidmaatschap van de ridderorden werden verdeeld. De Britse premier heeft deze rol overgenomen. Hij beschikt over honderden mogelijkheden voor patronage in de vorm van verheffing in het Hogerhuis, banen in de partij-organisatie, lucratieve contracten voor adviseurs en consultants, bevorderingen, ambten en onderscheidingen.